# Erlinsbach (Aargau)
Erlinsbach is een gemeente en plaats in het Zwitserse kanton Aargau en maakt deel uit van het district Aarau.
Erlinsbach telt 3.852 inwoners.